# 比萨拉塔
45°32′51″N 11°32′49″E / 45.5473704°N 11.546903°E

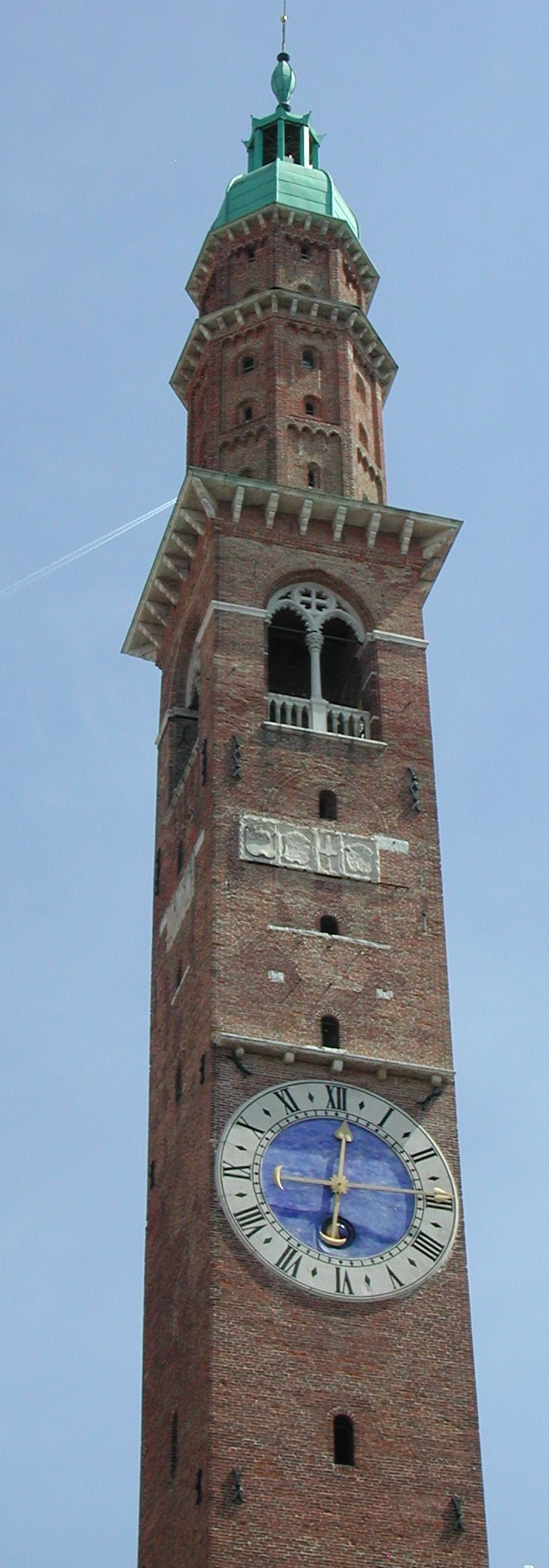

比萨拉塔（Torre Bissara）又名广场塔（Torre di Piazza），俯瞰意大利维琴察领主广场，毗邻帕拉迪奧巴西利卡。该塔高82米，由比萨利家族建于12-15世纪，为该市最高建筑之一。

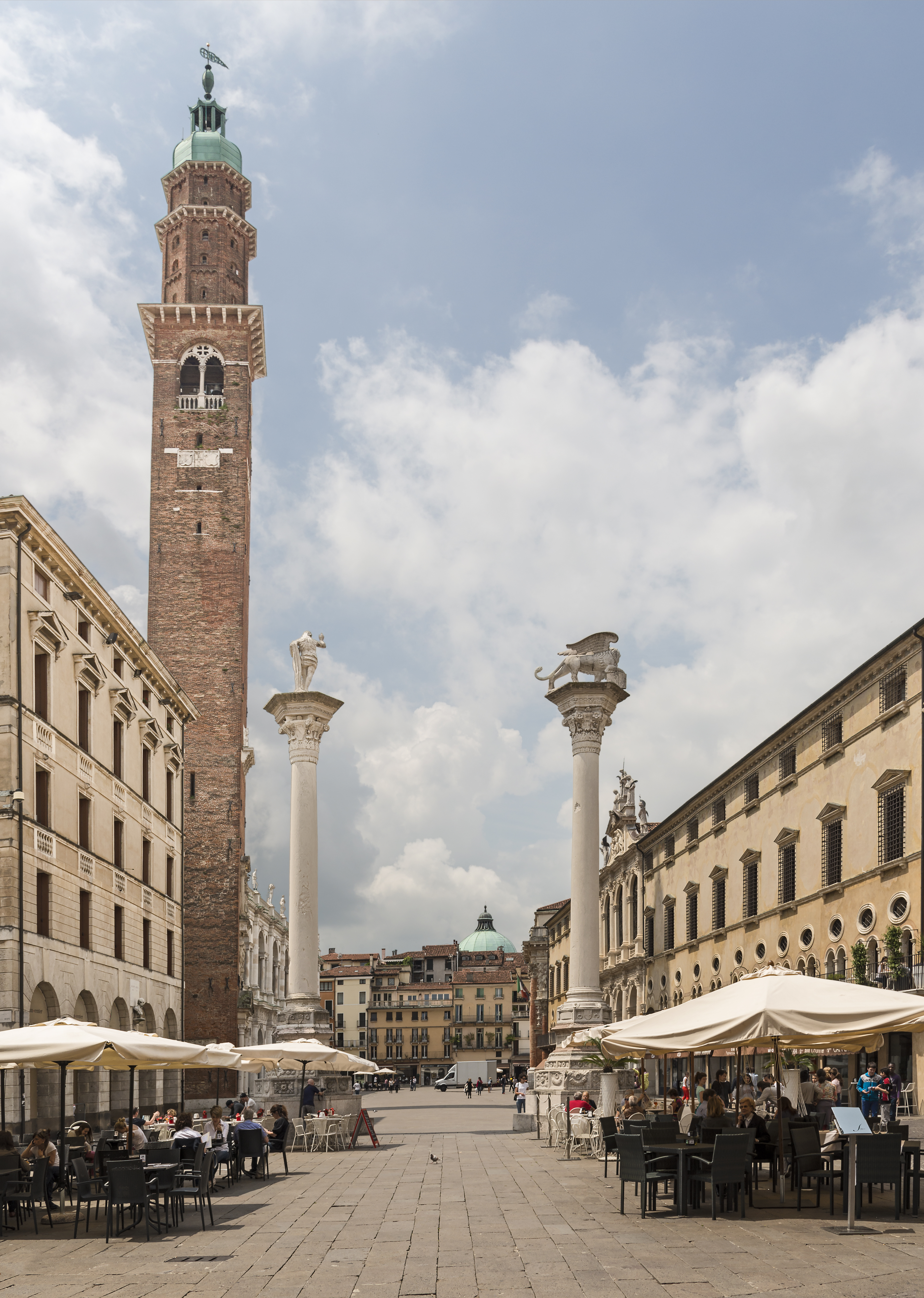
比萨拉塔